# James Welch
James Phillip Welch Jr. (Browning, 18 novembre 1940 – Missoula, 4 agosto 2003) è stato uno scrittore e poeta statunitense.

## Biografia
Nativo americano appartenente alla tribù dei Piedi Neri e dei Gros Ventre, è  nato a Browning, nel Montana, il 18 novembre 1940.
Ha conseguito un B.A all'Università del Montana e in seguito ha frequentato la Northern Montana College.
Nel 1971 ha esordito con la raccolta di liriche Riding the Earthboy 40, ben accolta dalla rivista Saturday Review, al quale ha fatto seguito nel 1974 il suo primo romanzo, Inverno nel sangue, su di un giovane nativo americano che vive in una riserva del Montana.
Autore di un saggio, altri 4 romanzi e numerose raccolte di poesie, ha ricevuto vari riconoscimenti tra i quali un American Book Award nel 1987 e il Premio Dos Passos nel 1995.
È morto a Missoula il 4 agosto 2003 all'età di 62 anni a causa di un infarto, dopo che gli era stato diagnosticato un carcinoma del polmone.

## Opere

### Romanzi
- Inverno nel sangue (Winter in the Blood, 1974), Roma, Savelli, 1978 traduzione di Giorgio Mariani e Paola Ludovici
- La morte di Jim Loney (The Death of Jim Loney, 1979), Milano, La Salamandra, 1988 traduzione di Cinzia Biagiotti
- La luna delle foglie cadenti (Fools Crow, 1986), Milano, Rizzoli, 1996 traduzione di Francesca Bandel Dragone ISBN 88-17-67058-8.
- The Indian Lawyer (1990)
- Il canto d'amore di Alce Impetuoso (The Heartsong of Charging Elk, 2000), Milano, Rizzoli, 2000 traduzione di Francesca Bandel Dragone ISBN 88-17-86607-5.

### Saggi
- Killing Custer: The Battle of Little Bighorn and the Fate of the Plains Indians (1994)

### Raccolte di poesie
- Riding the Earthboy 40 (1971)
- Last Stand at Little Bighorn
- Christmas Comes to Moccasin Flat
- Surviving
- Snow Country Weavers
- Thanksgiving a Snake Butte
- Dreaming Winter
- Harlem, Montana: Just off the Reservation

## Adattamenti cinematografici
- Winter in the Blood (2013), regia di Alex Smith e Andrew J. Smith (dal romanzo Inverno nel sangue)

## Premi e riconoscimenti
- Los Angeles Times Book Prize: 1987 vincitore nella categoria "Fiction" con La luna delle foglie cadenti
- American Book Awards: 1987 vincitore con La luna delle foglie cadenti
- Premio Dos Passos: 1994
- Ordine delle arti e delle lettere: 1995 nominato Cavaliere